# Canadian National Railway
La Canadian National Railway (francese: Chemins de Fer Nationaux du Canada, CNR) è una compagnia ferroviaria nordamericana operante fra l'Oceano Atlantico e il Pacifico in Canada, e lungo il Mississippi arriva fino al Golfo del Messico attraverso la sua controllata Grand Trunk Corporation.
È la più grande compagnia ferroviaria canadese, opera in 8 province canadesi e 16 stati dell'Unione. Ha il quartier generale a Montréal, Québec. Fino al 1960 ci si riferiva ad essa come Canadian National Railway, poi più semplicemente come Canadian National e in francese Canadien National (abbreviata in CN).

## Storia

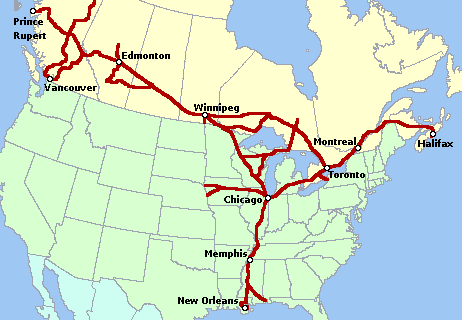
Mappa delle linee principali della rete della Canadian National.

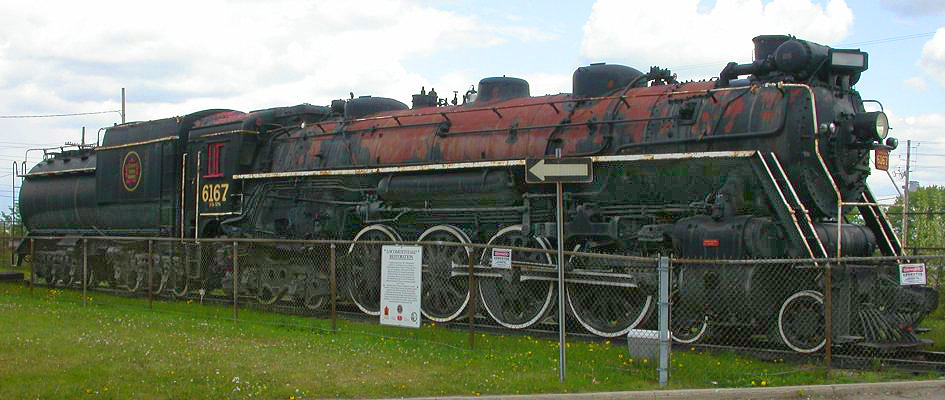
Una locomotiva passeggeri della CN classe U-2 rodiggio 2-D-2 Northern. Costruite in 90 esemplari dal 1927 al 1940, trainavano i treni più prestigiosi, e furono capostipiti di una serie di macchine culminate con le carenate U-4b.

La Canadian National Railway nasce fra il 1918 e il 1923, raggruppando diverse compagnie finite in bancarotta e sotto governo federale. Come conseguenza, fino al 1995 la compagnia rimase sempre sotto il governo statale. Privatizzata, la CN si è estesa anche negli Stati Uniti, acquistatndo la Illinois Central Railroad e la Wisconsin Central Railway, estendendo così la sua rete fino al Golfo del Messico.

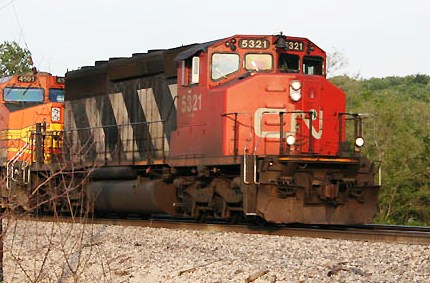
Una EMD SD-60 nella tipica livrea della CN anni '70: muso rosso e corpo macchina a strisce bianche e nere.

### Gli inizi
A dare il via al processo fu la bancarotta della potente Canadian Northern Railway (CNoR) nell'autunno del 1918, che fu presto convertita in Canadian National Railway (CNR) dal governo canadese. Le altre principali compagnie che costituirono la base della Canadian National Railway il 20 dicembre 1918 furono l'Intercolonial Railway of Canada (IRC), la National Transcontinental Railway (NTR), la Prince Edward Island Railway (PEIR) e la Hudson Bay Railway (HBR). Nel 1920 entrò la Grand Trunk Railway (GTR), nel 1923 si unì anche la Grand Trunk Pacific Railway (GTPR), società gemella della precedente, che dal 1919 si dibatteva in difficoltà finanziarie.
Lo statalizzare le ferrovie canadesi seguiva quanto già avvenuto in Germania, Regno Unito e Stati Uniti d'America, che durante la prima guerra mondiale nazionalizzarono le varie compagnie ferroviarie. Il Canada non scelse una via drastica, lasciando le compagnie efficienti, quali la Canadian Pacific, di gestirsi autonomamente. Non mancarono comunque critiche alla scelta di nazionalizzare la CNR, specie perché altre compagnie ferroviarie, come appunto la rivale Canadian Pacific, riuscivano a svolgere i propri compiti benissimo senza pesare sulle tasse dei cittadini. L'aver riunito così tante compagnie ferroviarie in un'unica entità diede alla CNR il monopolio in varie zone, come nelle praterie centrali e nel Nord. 
Il governo si servì però della ferrovia per colonizzare le zone remote del paese, difficilmente raggiungibili con altri mezzi. Alla fine, la CNR risultò per molti anni una perdita economica per le finanze statali canadesi, soldi che poi di fatto pagavano i cittadini senza averne veri benefici immediati.

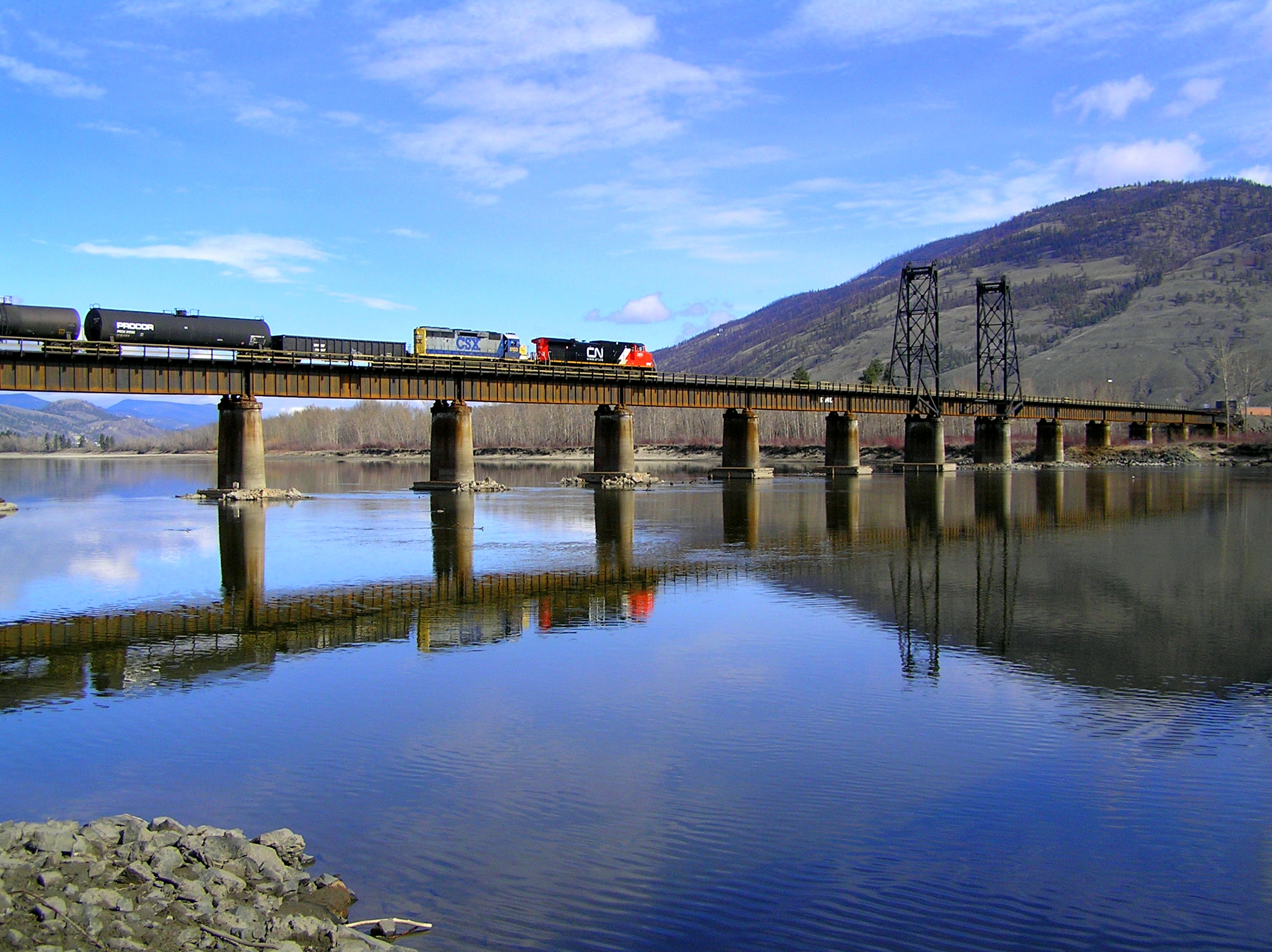
Un treno merci della CN passa il fiume North Thompson. In testa una GE Dash 9-44CW, segue una EMD SD-40 della CSX Transportation.

Dal punto di vista operativo, la CNR appena formata puntò alla standardizzazione del materiale rotabile. Benché dominion britannico, l'industria ferroviaria canadese per le sue macchine si orientò per opportunità ai modelli statunitensi, con macchine robuste e di facile manutenzione, piuttosto che raffinate ed efficienti. Totalmente assenti dal parco trazione della CNR furono le macchine articolate, contrariamente a quanto accadde nelle altre compagnie ferroviarie nordamericane. Le macchine più potenti furono delle Northern (rodiggio 4-8-4) per i treni passeggeri, e le Mikado (2-8-2) e Santa Fè (2-10-2) per i merci transcontinentali. Numerosissime, per servizi vicinali, furono le Consolidation (2-8-0) e le Ten Wheeler (4-6-0), in gran parte ereditate dalle precedenti compagnie ferroviarie. Poche le valide Pacific (4-6-2).
Parallelamente ai treni, la CNR costituì l'emittente radio Canadian Radio Broadcasting Commission, poi diventata dal 1932 Canadian Broadcasting Corporation (CBC).

### Treni passeggeri
La CNR, oltre ai treni suburbani a trazione elettrica nella regione di Montréal, effettuava alcuni dei più prestigiosi treni transcontinentali nel continente americano: il Supercontinental e il Continental Limited collegavano Montréal e Toronto con Vancouver, Ocean Limited e lo Scotian Montréal con Halifax, il Caribou St.John con Port aux Basques. Tra i collegamenti internazionali si ricordano International Limited tra Montréal/Toronto-Chicago, Maple Leaf Toronto-Washington/Philadelphia e Ambassador Montréal-Boston. 
Tra il 1958 e il 1967 la Canadian National acquistò o noleggiò diverse vetture passeggeri dalle compagnie americane, dove erano diventate eccedenti, per l'abbandono dei servizi passeggeri; il treno bloccato a 5 pezzi della Reading Crusader diventò il CN Champlain e 6 vetture panoramiche di coda beaver-tail denominate Skytop della Milwaukee entrarono in composizioni ai treni transcontinentali e ai regionali della costa atlantica.
Nel 1967 venne introdotto l'innovativo Turbotrain, treno leggero articolato, per i servizi regionali nell'Ontario meridionale. Il servizio passeggeri cessò definitivamente nel mese di ottobre 1978 quando venne creata la compagnia statale VIA Rail, che rilevò tutti i treni a lunga percorrenza delle compagnie Canadian National e Canadian Pacific.

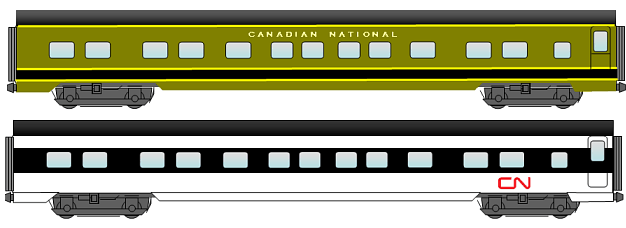
le livree dei treni passeggeri della CN

### Verso la privatizzazione
La Canadian National Railway fu fra le ultime compagnie ferroviarie nordamericane ad abbandonare la trazione a vapore per passare ai locomotori diesel. Nel 1960 la sigla fu abbreviata in un semplice Canadian National (CN). I sempre minor profitti del traffico passeggeri convinsero il governo canadese ad istituire la VIA Rail, alla quale la CN cedette nel 1977 il proprio materiale rotabile per treni passeggeri. Inoltre la CN iniziò a dismettere o a cedere a piccole compagnie ferroviarie i rami secondari della sua rete a causa del crescente traffico su gomma che vedeva preferire il camion al treno per il trasporto delle merci. I soldi che il governo risparmiava chiudendo le linee secondarie finivano, quasi per beffa, a pagare proprio le nuove autostrade canadesi!

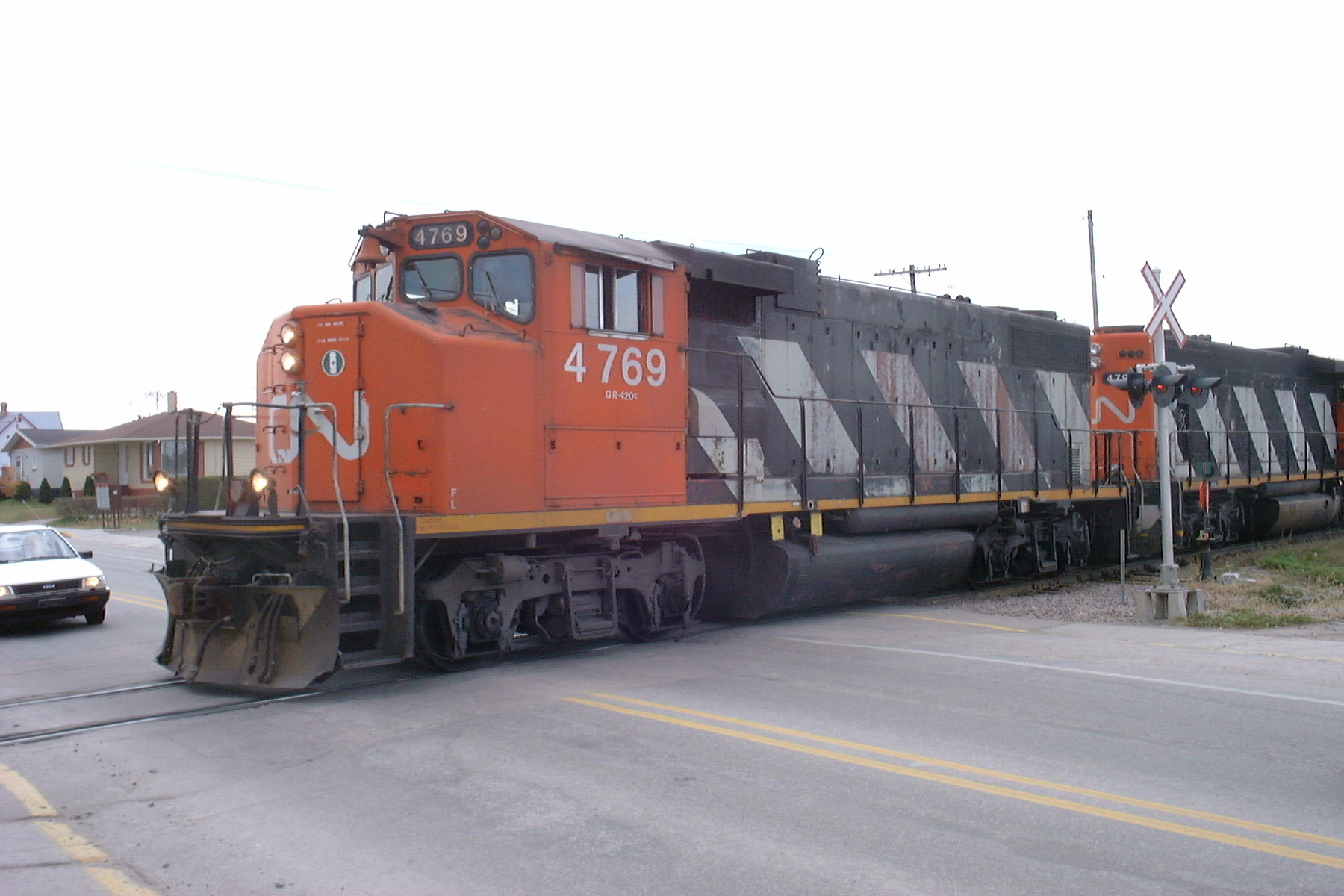
Due EMD GP-38- ancora con la vecchia livrea. La CN ha sempre preferito le macchine della EMD a quelle della GE.

Tale situazione stava diventando insostenibile, con la CN che perdeva soldi a volontà, e che non veniva sostenuta dal governo, ma anzi affossata. Nel 1978 si decise la ricapitalizzazione della compagnia, in vista di una possibile privatizzazione. Cambiarono anche gli assetti, affinché la CN non diventasse un onere, ma una fonte di guadagno per lo Stato. Si separarono le attività collaterali, come la compagnia aerea Air Canada e la marittima CN Marine, nonché il traffico passeggeri, finito alla VIA Rail. Anche il settore delle telecomunicazioni, comprendente fra l'altro la famosa CN Tower, fu reso indipendente.
I binari che non erano fonte di guadagno furono tagliati, mentre ci si concentrò nei servizi redditizi, rinnovando al contempo il parco rotabile.
Nel 1992 partì la privatizzazione della CN. Dal 1993 al 1994 le si diede anche un nuovo nome, CN North America, poi abbandonato. Nel frattempo, CN e Canadian Pacific Railway presero contatto per una fusione, rifiutata però dal governo, per il monopolio che ne sarebbe scaturito. Con il CN Commercialization Act il 13 luglio 1995 fu lanciata la gara per le offerte, mettendo però due vincoli: 1) nessuna compagnia poteva possedere più del 15% della CN, e 2) la sede della CN sarebbe rimasta a Montréal.
La privatizzazione portò moltissimi capitali, subito re-investiti in acquisizione di nuove linee ferroviarie e nuovo materiale di trazione a basse emissioni ambientali. La CN iniziò la sua espansione verso Sud, acquistando la Illinois Central Railroad (IC), che le permise di estendere la sua rete da Chicago a New Orleans in Louisiana. Mediante poi un'alleanza strategica con la Kansas City Southern Railway (KCS), la quale possiede ferrovie in Messico, la CN estese la sua influenza praticamente su tutte e tre le nazioni nordamericane che rientrano nella North American Free Trade Agreement (NAFTA).
Nel 1999 fu fatto anche un tentativo di fusione con la potente BNSF Railway ma le proteste delle compagnie rivali, Canadian Pacific Railway e Union Pacific Railroad, fecero sì che tale nuova grande entità, la cui denominazione sarebbe stata, non priva di una certa superbia, North American Railways, fallisse.
La CN rivolse quindi la sua attenzione a consolidare la sua posizione nel mercato statunitense, acquisendo nel maggio 2004 la Great Lakes Transportation, compagnia operante nella regione dei Grandi Laghi.

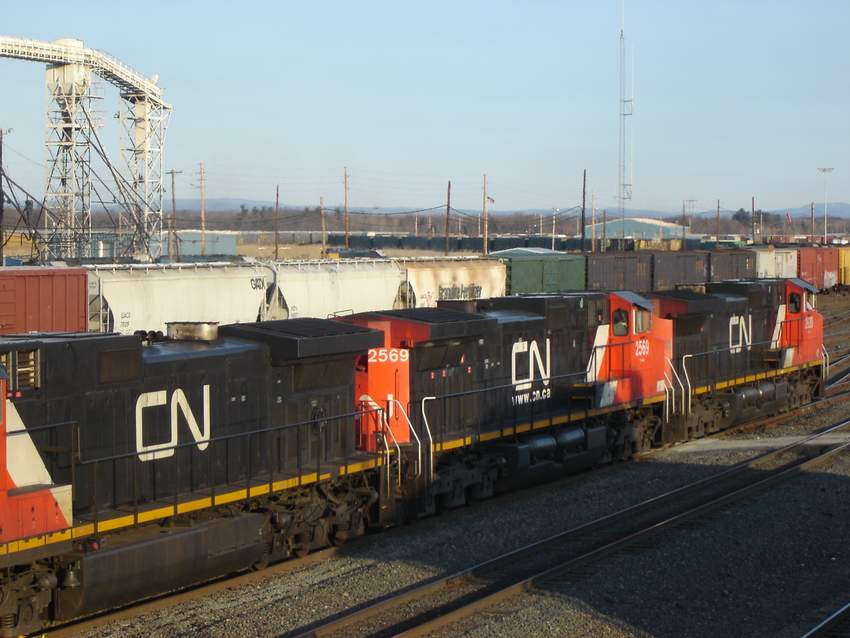
Tre EMD SD-70 della CN in movimento a Selkirk. La nuova elegante livrea della compagnia canadese risalta bene in questa foto.

### La Canadian National negli anni duemila
La Canadina National è rimasta l'unica compagnia nordamericana con servizio fra i due oceani, nonché l'unica che, grazie all'alleanza con la Kansas City Southern Railway, colleghi tutti e tre i membri del North American Free Trade Agreement.
La CN opera lungo 35000 km di linea fra Stati Uniti e Canada, impiegando 22500 addetti circa. Nel 2004 la CN effettuava il 57% dei suoi trasporti negli Stati Uniti, il 23% di traffico interno Canadese, e il 20% di traffico internazionale fra i due paesi. I suoi locomotori hanno una visibilissima ed elegante livrea, con testata rossa e corpo nero, e fra i due colori una fascia bianca di divisione.

## La Grand Trunk Corporation
La sussidiaria statunitense della Canadian National è la Grand Trunk Corporation, che raggruppa vari operatori: la Grand Trunk Western Railroad (GTW), che opera in Michigan, Indiana e Illinois; la Detroit, Toledo and Ironton Railroad (DTI) operante in Michigan e Ohio; la Duluth, Winnipeg and Pacific Railway (DWP) operante in Minnesota; la Central Vermont Railway (CV) che scende lungo la valle del fiume Connecticut da Québec fino al Long Island Sound.
Importantissima la Illinois Central Railroad (IC), che unisce Chicago a New Orleans, e permette alla CN di raggiungere il Golfo del Messico. Altre compagnia sono, la Wisconsin Central Lt. (WC) e la Great Lakes Transportation (GLT), raggruppamento che include le storiche Bessemer and Lake Erie Railroad (B&LE) e Duluth, Missabe and Iron Range Railway (DMIR).

## Grandi impianti
CNR possiede un gran numero di cantieri di grandi dimensioni e officine in tutto il loro sistema, che vengono utilizzati per molte operazioni che vanno dai terminal intermodali alle stazioni di smistamento. Di seguito sono riportati alcuni esempi di questi.

## Bibliografia

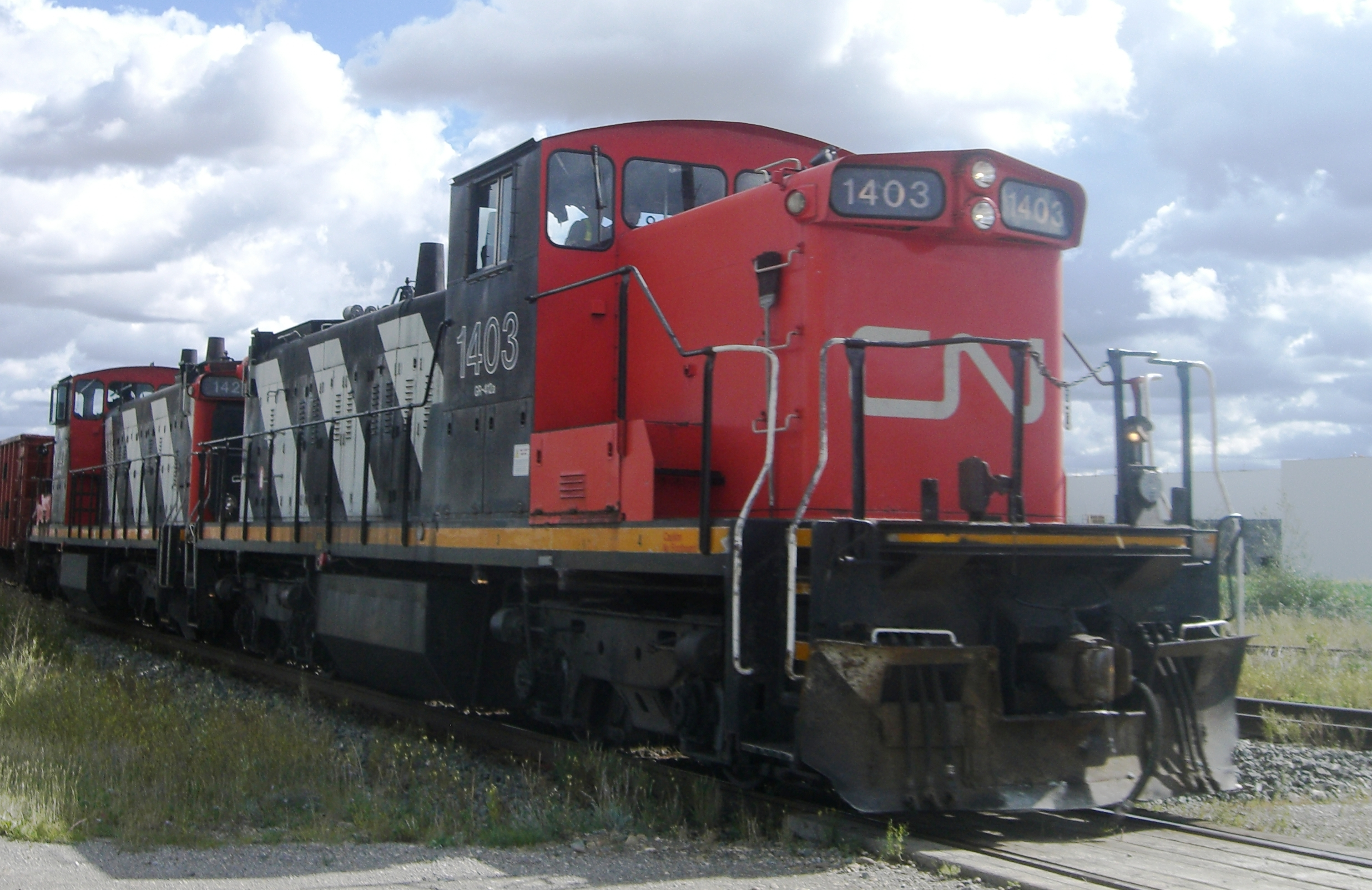
CN train at the busy East Junction, Edmonton, 2006

### Storiche compagnie ferroviarie
- Canadian Government Railways
  - Intercolonial Railway
  - Prince Edward Island Railway
  - National Transcontinental Railway
- Canadian Northern Railway
  - Duluth, Winnipeg and Pacific Railway
  - Canadian Northern Pacific Railway
- Grand Trunk Railway
  - Central Vermont Railway
  - St. Lawrence and Atlantic Railroad
  - Grand Trunk Western Railroad
    - Detroit, Toledo and Ironton Railroad

  - Grand Trunk Pacific Railway
- London and Port Stanley Railway
- Newfoundland Railway
- Illinois Central Railroad
- Wisconsin Central Ltd.
  - Algoma Central Railway
  - Elgin, Joliet & Eastern Railway
  - Green Bay and Western Railroad
- Great Lakes Transportation
  - Bessemer and Lake Erie Railroad
  - Duluth, Missabe and Iron Range Railway
- Northern Alberta Railways
  - Edmonton, Dunvegan and British Columbia Railway
  - Alberta and Great Waterways Railway
  - Central Canada Railway
  - Pembina Valley Railway

### Ex partecipate
- CN Marine / Marine Atlantic
- Terra Transport
- Trans-Canada Air Lines / Air Canada
- Via Rail
- Canadian National Hotels

### Partnership
- Toronto Terminal Railways - team di gestione della Union Station di Toronto con Canadian Pacific Railway.